# プレスチン
プレスチン（英語: Prestin）は内耳のコルチ器、外有毛細胞の細胞膜、特に側壁膜に特異的に存在する膜タンパク質であり、化学的なエネルギーを機械的なエネルギーに変換するモータータンパク質の一種である。細胞膜の静止電位が高くなると外有毛細胞の細胞骨格と結びついたプレスチンの働きで細胞が機械的に伸展し、逆に脱分極すると細胞は短くなる。人間では20 kHz 以上、イルカやコウモリでは140 kHz以上と非常に速い振動をすることや、細胞の伸縮がコルチ器全体に伝わることで生体の蝸牛の聴覚受容の感度と周波数選択性に関わっているとされている。また、プレスチンはSLC26A5遺伝子でエンコードされており、膜電位感受性が最初に発見されたSLC26タンパク質であるが、アミノ酸配列の類似したSLC26ファミリー内でSLC26A4でコードされた内耳や腎臓や甲状腺で陰イオンの輸送体として見られるペンドリンも膜電位の変化を感知する機能を有している。